# Podolestes furcifer
Podolestes furcifer là loài chuồn chuồn trong họ Argiolestidae. Loài này được Lieftinck mô tả khoa học đầu tiên năm 1950.